# Channomuraena
Channomuraena is een geslacht van straalvinnige vissen uit de familie van de Muraenidae (Murenen).

## Soorten
- Channomuraena bauchotae Saldanha & Quéro, 1994
- Channomuraena vittata Richardson, 1845